# Vaidas Baumila
Vaidas Baumila, född 28 mars 1987 i Vilnius, är en litauisk sångare som representerade sitt land i Eurovision Song Contest 2015 i Österrike med låten "This time". 